# TV6 (canal de televisión)
TV6 fue una cadena de televisión temática francesa, dedicada a la música y a la juventud, que existió del 1 de marzo de 1986 al 28 de febrero de 1987, cuando cerró debido a motivos políticos, siendo reemplazada por el canal generalista M6.

## Historia
Como La Cinq, TV6 obtuvo una licencia de emisión bajo el gobierno de François Mitterand, que autorizó la llegada de las televisiones privadas para garantizar una mayor pluralidad en los medios de comunicación y asegurar la presencia de puntos de vista progresistas en los momentos en que la izquierda estuviera en la oposición. Esta propuesta fue formalizada en una entrevista en el informativo nocturno del canal Antenne 2 el 16 de enero de 1985, e incluyó la previsión de conceder licencias para hasta 85 emisoras de televisión local. 
Para dar encaje jurídico a dicho proyecto, se encargó al gobierno del primer ministro Laurent Fabius la preparación de un estudio para la apertura del espacio televisivo a la televisión privada. Dicho encargo se materializó en un informe elaborado por el abogado Jean-Denis Bredin y presentado el 20 de mayo de 1985. Su contenido recomendaba la creación de dos canales nacionales privados en abierto y financiados por publicidad. Para la concesión de sus licencias y frecuencias, el informe remitía al artículo 79 de la Ley de 29 de julio de 1982, de comunicación audiovisual.
El 31 de julio, Georges Filioud, secretario de estado para las telecomunicaciones, presentó un informe en Consejo de Ministros sobre el desarrollo de los medios audiovisuales. Este introdujo un cronograma para la creación de los canales con una fecha límite de primavera de 1986. También determinó su segmentación: un canal debía tener un enfoque generalista y el otro debía ser un canal temático musical. Asimismo, preveía la creación de canales locales. El accionariado de las sociedades de explotación debía estar compuesto por grupos de prensa, productoras y agencias publicitarias. Para sus emisiones, se reservaban los canales 5 y 6 de la frecuencia UHF de la red de radiodifusión.
El canal musical contó con la orientación de Jean-Martial Lefranc, director del programa temático Enfants du Rock de la televisión pública, y el respaldo del grupo de publicidad Publicis, en asociación con grupos mediáticos como NRJ, Gaumont y las discográficas Polygram, Sony y Virgin. El gobierno francés seleccionó su oferta para la licitación de las frecuencias el 28 de enero de 1986 y formalizó el contrato de concesión de servicios el mismo día, descartando las presentadas por el grupo luxemburgués CLT, por incumplir el requisito de segmentación, y el la emisora musical Hit FM, creado en colaboración con la agencia publicitaria RSCG. El decreto de concesión se publicó el día 21 de febrero, incluyendo también el pliego de condiciones, que incluía una cuota de un mínimo del 50 por ciento de contenido musical. Además, y al contrario que La Cinq, TV6 se sometía al régimen jurídico en materia de limitaciones a la difusión de largometrajes en proyección en salas de cine y de cuotas de emisión de cine francés. El pliego también incluía el compromiso de emitir 350 horas de contenido de producción propia en el primer año de emisión, y posteriormente de crear 100 videoclips.

## Inicio de emisiones
Las primeras imágenes de TV6 comenzaron a emitirse el 22 de febrero de 1986, e incluían un bucle publicitario anunciando el inicio de emisiones regulares el 1 de marzo de 1986, a las 17:00. El canal se presentó como «la tele más joven», dedicado enteramente a la música más actual.
El contenido del canal se nutrió con aportaciones de todos los socios. Gaumont ofreció su catálogo de películas y series; NRJ, sus presentadores y sus conocimientos del sector musical; y Publicis, su experiencia de gestión financiera y administrativa y la gerencia de publicidad. De conformidad con el régimen aplicable a la publicidad en medios privados, TV6 podía emitir bloques de hasta dos minutos de duración cada 20 minutos.

## Fin de la cadena
Tras las elecciones legislativas de marzo de 1986, que supusieron una derrota del Partido Socialista, la derecha, bajo el liderazgo de Jacques Chirac, ordenó una alteración de la política de medios del gobierno anterior. Esta supuso la privatización del canal público TF1 y la extinción de las concesiones a La Cinq y TV6, argumentando que las condiciones para la adjudicación de las licencias no correspondían al nuevo panorama audiovisual previsto por el gobierno entrante. Esta decisión se formalizó a través del decreto no 86-901 de 30 de julio de 1986. Dicho decreto fue anulado por sentencia del Consejo de Estado de 2 de febrero de 1987, por incumplirse el pliego de condiciones de la concesión, que preveía una duración mínima de servicio de un año. Sin embargo, el régimen jurídico aplicable había sido alterado con la creación del Consejo Nacional de la Comunicación y las Libertades (CNCL), un organismo al que se le atribuyeron competencias regulatorias y de decisión en materia de telecomunicaciones, a través de sus resoluciones no 87-1 y 87-2, de 15 de enero de 1987.
A través del Decreto no 87-51, de 2 de febrero de 1987, se declaró la extinción de la concesión con fecha 28 de febrero de ese mismo año, abriendo al mismo tiempo la licitación y el plazo de presentación de ofertas. Pese a que TV6 se presentó a dicho procedimiento, el gobierno tenía preferencia por el proyecto Métropole Télévision, compuesto por Lyonnaise des Eaux, CLT, el grupo Amaury y el productor musical Marin Karmitz: Chirac prometió la licencia a su amigo y presidente de Lyonnaise, Jérôme Monod, y aseguró con la concesión a CLT un voto favorable del gobierno luxemburgués a los intereses franceses en la Política Agrícola Común. Pese a que Publicis intentó aliarse con tales grupos empresariales para garantizar la continuidad de la concesión (cosa que sí logró La Cinq, al lograr la participación del magnate de prensa francés Robert Hersant), las negociaciones fracasaron. El 26 de febrero, previa autorización del CNCL, el gobierno francés adjudicó la concesión a Métropole Télévision. La decisión fue denunciada públicamente, contando con el rechazo de artistas como Serge Gainsbourg o Johnny Hallyday.
El último día de emisión, el 28 de febrero de 1987, se produjeron protestas en los Campos Elíseos y la sede de la cadena fue asaltada por jóvenes manifestándose contra el cierre del canal. El último programa emitido fue el espacio "Tam Tam", con un concierto donde numerosas celebridades de la época, como Mylène Farmer, interpretaron canciones en señal de protesta por la decisión tomada y para despedir la cadena. Lo último que se emitió fue un repaso de la historia de la cadena con la canción "Final Countdown" de Europe que, tras una explosión, se convertía en una esfera similar a un planeta en 3D. Entonces Darth Vader (representando a Jacques Chirac) se alegraba de la victoria del Imperio (CLT y el grupo Lyonnais de Eaux/Suez , creador de la cadena M6) contra los rebeldes (los propietarios de TV6, Publicis y NRJ) y decía que destruiría el planeta TV6 para que nadie lo viera. Tras hacer explotar el planeta, apareció la frase «Fin de la primera parte. ¡Que la Fuerza te acompañe!». Al día siguiente, M6 comenzó su emisión.